# На твоей волне
«На твоей волне» (яп. きみと、波にのれたら Кими то, нами ни норэтара) — полнометражный аниме-фильм Масааки Юасы, созданный на студии Science Saru. Фильм был впервые показан на Международном фестивале анимационных фильмов в Анси 10 июня 2019 года, а 21 июня начался прокат в кинотеатрах Японии.

## Сюжет
19-летняя Хинако Мукаймидзу переезжает в прибрежный город, чтобы поступить в колледж и заниматься своим хобби — сёрфингом, беззаботно проживая свои дни, не задумываясь о своём будущем. Однажды по вине подростков-пиротехников, запускавших фейерверки в опасной близости от жилых домов, её новая квартира загорелась. Из огня девушку спасает Минато Хинагэси, целеустремлённый 21-летний пожарный с сильным чувством справедливости. Хинако мгновенно заинтересовывается парнем и поражается его способностям. Они начинают общаться, попутно занимаясь сёрфингом по настойчивому предложению Хинако. Проводя всё больше времени вместе молодые люди влюбляются друг в друга и начинают встречаться. Но беда настигает именно тогда, когда её не ждали. После того, как Хинако сказала Минато, что волны лучше всего седлать во время зимнего шторма, юноша отправляется сёрфить в шторм, чтобы доказать Хинако, что он многому у неё научился, но тонет, спасая человека.
Хинако подавлена известием о смерти Минато, перестаёт заниматься сёрфингом и отказывается двигаться дальше по жизни. Очередной раз вспоминая Минато, Хинако напевает при этом песню «Brand New Story», которую они часто пели вдвоём. К удивлению девушки Минато внезапно проявляется в воде. В то время как остальные не верят девушке, считая это следствием стресса, Хинако начинает повсюду вызывать Минато песней, надеясь, что таким образом они смогут продолжить быть вместе. Друг и коллега Минато Васаби пытается признаться в своих чувствах Хинако. Хинако сомневается и понимает, что Минато не может обрести покой до тех пор, пока она не продолжить двигаться по жизни вперёд.
Когда Хинако приходит в дом Хинагэси, чтобы почтить память усопшего, младшая сестра Минато Ёко рассказывает ей о событии, которое вдохновило Минато стать пожарным. Это заставляет Хинако вспомнить как будучи ребёнком она спасла Минато от утопления. Девушка начинает искать профессии, связанные со спасением людей, и поступает на курсы спасателей.
Ёко, работая бариста в кафе, слышит о планах той же группы молодых пиротехников, ответственных за инцидент с пожаром в жилом доме, в котором жила Хинако, повторить запуск фейерверков со старой заброшенной высотки. Хинако сопровождает её, когда они решают проследить за группой, чтобы собрать вещдок. Когда ребята начинают запускать фейерверки, они начинают отклоняться и разлетаться в разные стороны. Вспыхивает пламя и всё вокруг начинает заполняться огнём и дымом. Хинако и Ёко в ловушке на верхних этажах. Хинако в последний раз призывает Минато, который посылая волну воды в здание, тушит огонь. Хинако  берет доску, кладет Ёко на неё, становится  поверх девушки на доску и съезжает , как на доске для сёрфинга вниз по волне. Девушки спасаются, а незадачливых пиротехников наконец ловит полиция. Ёко говорит брату, что всегда гордилась им. Дух Минато прощается со своей девушкой и сестрой и исчезает.
На следующее Рождество Хинако, Ёко и Васаби посещают Портовую башню Тибы, где Хинако проводила время с Минато, чтобы отпраздновать получение Хинако удостоверения спасателя. После того, как Ёко и Васаби уходят, Хинако поет фонтану, но Минато не появляется; затем башня проигрывает сообщение, записанное по просьбе Минато в прошлом году, в котором он говорит, что любит Хинако и просит её не сдаваться и двигаться вперёд. Хинако плачет, так как понимает, что Минато окончательно покинул её. Однако девушка находит в себе силы жить дальше.
Фильм заканчивается тем, что уверенная в своём будущем Хинако, ставшая спасателем, катается по волнам на доске.

## Персонажи
- Хинако Мукаймидзу (яп. 向水ひな子 Мукаймидзу Хинако) — 19-летняя первокурсница университета. Любит сёрфинг и подрабатывает флористом. Яркая и беззаботная девушка, однако обеспокоена неопределённостью своего будущего.

Сэйю: Рина Каваэй; Хина Кино (в детстве).
- Минато Хинагэси (яп. 雛罌粟港 Хинагэси Минато) — 21-летний пожарный. Ловкий и очень способный парень с сильным чувством справедливости, с детства хотевший помогать людям. Поэтому всегда прилагает много усилий ко всему, чем занимается. Хорошо готовит.

Сэйю: Рёта Катаёсэ; Томохиса Ямадзаки (в детстве).
- Васаби Кавамура (яп. 川村山葵 Кавамура Васаби) — новичок на пожаром отделении, друг и коллега Минато. Дружелюбный юноша, старающийся во всём подражать Минато, но не со всем справляется на работе.

Сэйю: Кэнтаро Ито.
- Ёко Хинагэси (яп. 雛罌粟洋子 Хинагэси Ёко) — младшая сестра Минато, старшеклассница. Подрабатывает в кафе. Резкая в общении, поэтому брат называет её синекольчатым осьминогом.

Сэйю: Хонока Мацумото.

## Производство и выпуск
Фильм был анонсирован на Токийском международном кинофестивале в 2018 году, где Юаса заявил, что будет режиссером. Он описал фильм как «простую романтическую комедию», в которой будет «много захватывающих сцен», в том числе изображающих контраст между водой и огнём. Юаса сравнил жизнь с «катанием по волнам на доске», используя её как основу для истории фильма. Аниме было создано на анимационной студии Science Saru. Рэйко Ёсида выступила сценаристом фильма, а Митиру Осима — композитором. Рина Каваэй и участник группы Generations from Exile Tribe Рёта Катаёсэ присоединились к касту аниме-фильма в январе 2019 года и озвучили главных героев. Работа в качестве сэйю в этом фильме стала дебютной для Катаёсэ. Хонока Мацумото и Кэнтаро Ито присоединились к касту на второстепенные роли в феврале 2019 года.
Главной музыкальной темой фильма является «Brand New Story» от Generations from Exile. Музыкальное видео, анимированное Science Saru, показало участников группы и новые оригинальные сцены из фильма. Для продвижения аниме в Deluxe BetsuComi вышла 2-главная манга-адаптация, нарисованная Мати Киати, содержащая оригинальную историю о первой встрече Хинако и Минато.
Фильм вышел на экраны 299 кинотеатров по всей Японии 21 июня 2019 года. 2 июля 2019 года GKIDS объявили, о приобретении лицензии на прокат фильма в Северной Америке. Премьера запланирована на 2020 год. Выпуск фильма на китайском языке был намечен на 7 августа 2019 года, но был отменен. Премьера фильма в Великобритания состоялась на фестивале Scotland Loves Anime 11 октября 2019 года. Показ аниме в кинотеатрах Северной Америке начался 2 февраля 2020 года, а цифровой и релиз для домашнего просмотра состоялись 4 августа 2020 года. Выпуск аниме-фильма в России под названием «На твоей волне» был намечен на 20 августа 2020 года, но из-за коронавируса дата премьеры изменилась на 3 сентября, а после повторных переносов на 26 ноября, а затем на 17 декабря.

## Восприятие
Фильм дебютировал на 9 строчке в первую неделю проката, заработав ¥80 миллионов. Общие кассовые сборы фильма составляют $3,9 миллионов в мире. На агрегаторе Rotten Tomatoes 91 % критиков дали фильму положительный отзыв, основанный на 22 обзорах, со средней оценкой 7,7/10.
Мэтт Шли из The Japan Times дал фильму четыре из пяти звезд, похвалив «очаровательных персонажей» и упомянул, что фильм казался слишком «нормальным» для работ Масааки Юасы. В своей статье для Los Angeles Times Чарльз Соломон назвал фильм Юасы «лучшим аниме на сегодняшний день», сославшись на правдоподобных персонажей и безупречный стиль анимации. Питер Дебрюг из Variety отметил, что фильм, в котором использовалась тематическая песня, помог расширить её привлекательность для более широкой аудитории, но также заявил, что фильм слишком сильно акцентирован на романтике.

### Награды
| Год  | Награда                                                | Категория                          | Номинант       | Результат |
| ---- | ------------------------------------------------------ | ---------------------------------- | -------------- | --------- |
| 2019 | Международный фестиваль анимационных фильмов Анси      | «Лучший полнометражный мультфильм» | Ride Your Wave | Номинация |
| 2019 | Шанхайский международный кинофестиваль                 | «Лучшая анимация»                  | Ride Your Wave | Победа    |
| 2019 | Fantasia International Film Festival                   | «Лучший анимационный фильм»        | Ride Your Wave | Победа    |
| 2019 | Международный фестиваль фантастического кино в Сиджесе | «Лучший анимационный фильм»        | Ride Your Wave | Победа    |
| 2020 | Кинопремия «Майнити»                                   | «Лучший анимационный фильм»        | Ride Your Wave | Номинация |